# Ortocuproplatí
L'ortocuproplatí és un mineral de la classe dels elements natius.

## Característiques
L'ortocuproplatí és un mineral de fórmula química Pt₃Cu. Va ser aprovada com a espècie vàlida per l'Associació Mineralògica Internacional l'any 2019, sent publicada per primera vegada el mateix any. Cristal·litza en el sistema ortoròmbic. La seva duresa a l'escala de Mohs és 4.
L'exemplar que va servir per a determinar l'espècie, el que es coneix com a material tipus, es troba conservat a les col·leccions mineralògiques de la Universitat Tecnològica de Clausthal, a Alemanya, amb el número de catàleg: 11331.

## Formació i jaciments
Va ser descoberta al territori de Lubero, a Kivu Nord (República Democràtica del Congo), on es va trobar en un gra al·luvial de 1,5 mm de llarg amb una vora d'hongshiïta i inclusions de calcita. Es tracta de l'únic indret de tot el planeta on ha estat descrita aquesta espècie mineral.